# Stolen Car
Singles de Sting
Whenever I Say Your Name
(2004) Soul Cake
(2009)
Stolen Car (Take Me Dancing) est une chanson écrite, composée et interprétée par Sting, issue de son album Sacred Love dont elle est le troisième single extrait en mai 2004.
Une nouvelle version enregistrée en duo avec la chanteuse française Mylène Farmer et produite par The Avener sort en 2015. 
Le titre se classe no 1 en France, en Belgique, ainsi qu'aux États-Unis dans le Hot Dance Club Songs.

## Version originale

### Liste des supports
| 1. | Stolen Car (Take Me Dancing) (Radio Version)              | 3:44 |
| 2. | Stolen Car (Take Me Dancing) (Batson-Doc-Will.i.am Remix) | 4:08 |

| 1. | Stolen Car (Take Me Dancing) (Radio Version)              | 3:44 |
| 2. | Stolen Car (Take Me Dancing) (Batson-Doc-Will.I.Am Remix) | 4:08 |
| 3. | Stolen Car (Take Me Dancing) (B. Recluse Mix)             | 3:03 |
| 4. | Stolen Car (Take Me Dancing) (Video clip)                 | 3:46 |

### Classements hebdomadaires
| Classement (2004)                    | Meilleure position |
| ------------------------------------ | ------------------ |
| Allemagne (Media Control AG)         | 54                 |
| États-Unis (Hot Dance Club Songs)    | 1                  |
| États-Unis (Adult Alternative Songs) | 14                 |
| Hongrie                              | 21                 |
| Italie (FIMI)                        | 46                 |
| Royaume-Uni (UK Singles Chart)       | 60                 |
| Russie                               | 6                  |
| Suisse (Schweizer Hitparade)         | 81                 |

## Version de Mylène Farmer et Sting
Singles par Mylène Farmer
Diabolique mon ange (Live)
(2013) City of Love
(2016)
Singles par Sting
And Yet
(2013) I Can't Stop Thinking About You
(2016)
Le 28 août 2015, Mylène Farmer et Sting publient leur reprise de Stolen Car en duo, dans une version franco-anglaise produite par The Avener.
Premier extrait de l'album Interstellaires de Mylène Farmer, le titre est réécrit par la chanteuse qui ajoute des phrases en français, tout en gardant l'esprit du texte initial (un voleur de voiture qui s'imagine la vie extra-conjugale du propriétaire de cette voiture). 
Le clip, réalisé par Bruno Aveillan, met en images les paroles de la chanson de façon très sensuelle au cœur de Paris, principalement au Royal Monceau et sur les quais de Seine, près de la Cathédrale Notre-Dame de Paris.
La chanson connaît un grand succès, se classant no 1 pendant deux semaines en France. Elle atteint également la première place aux États-Unis dans le Hot Dance Club Songs.

### Contexte et écriture
Admiratrice de Sting, Mylène Farmer assiste en 2009 à l'un de ses concerts à Londres, qui se déroule dans une église. Invitée en coulisses, elle sympathise alors avec Sting.
En 2014, elle se rend à New York pour voir la comédie musicale The Last Ship portée par le chanteur. Ensemble, ils envisagent alors une collaboration en duo. Sting déclarera : 

« Aussitôt j'ai pensé à Stolen Car. Je l'avais écrite il y a près de douze ans. Elle avait été écrite pour qu'il y ait une voix féminine sur les refrains (« Take me dancing tonight »). Cette jeune femme, qui ne reçoit pas assez d'attention, est la maîtresse d'un homme d'affaires brillant et l'histoire est très intense. J'attendais la femme idéale pour interpréter la chanson, et Mylène était cette candidate parfaite. »

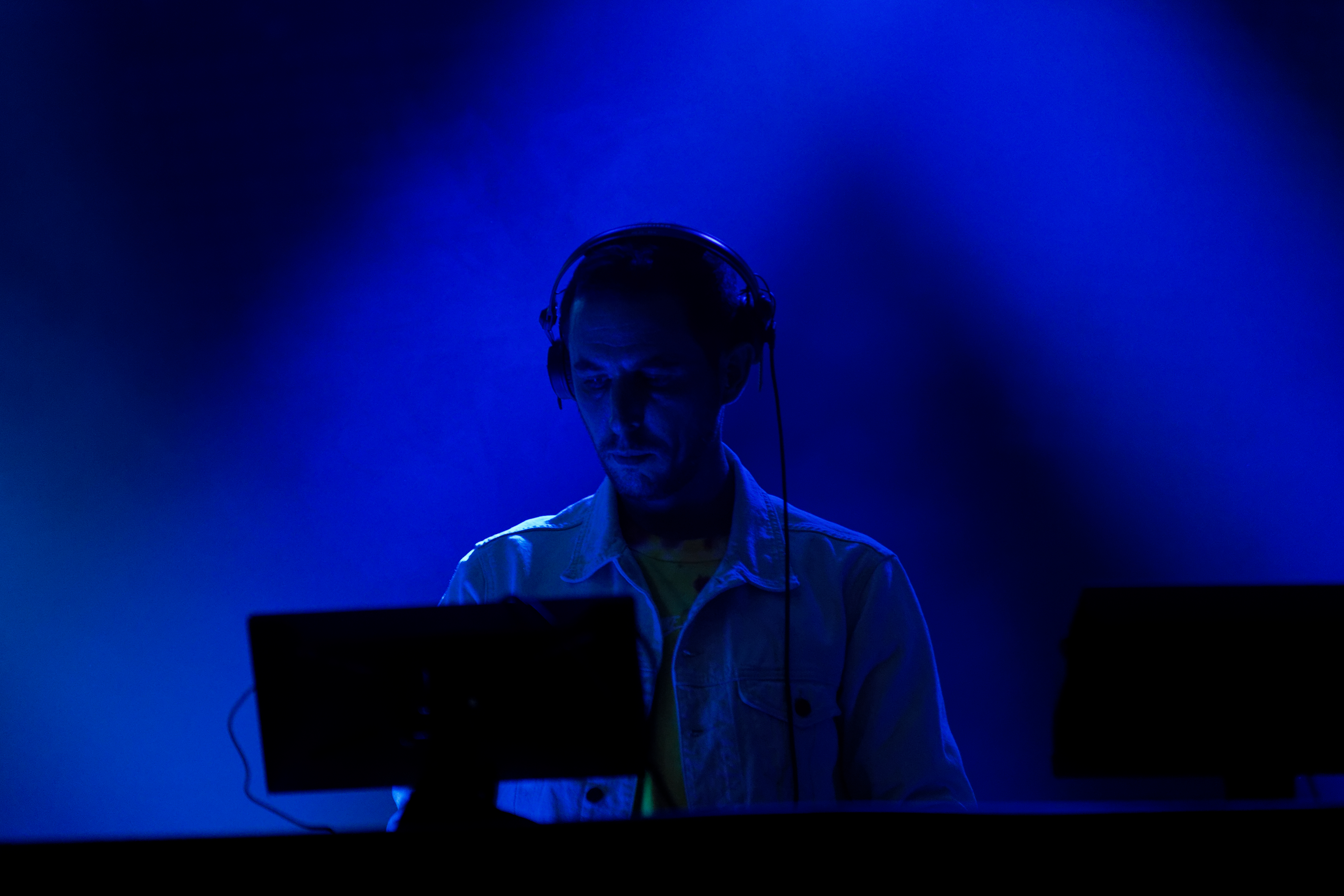
The Avener a produit le titre.

Mylène Farmer réécrit alors une partie du texte en ajoutant des phrases en français, tout en gardant l'esprit du texte initial : un voleur de voiture qui s'imagine la vie du propriétaire de cette voiture, et notamment son histoire extra-conjugale (« Tous les mots de sa maitresse, à l'oreille et sans détour, comme une chanson d'amour », « Les promesses d'un jour d'un soir, je les entends comme un psaume »).

Elle propose ensuite à Sting de chanter le titre dans une tonalité plus élevée et de faire produire le morceau par The Avener, lui donnant une musicalité à la fois plus pop et electro. Le chanteur accepte et se montre enthousiasmé par le résultat : « Je trouve que la nouvelle version sonne mieux que mon ancienne version de 2003. Mylène m'a poussé vers de plus hauts sommets. Ma voix a une clarté différente. »
Stolen Car est alors choisi comme premier extrait de l'album Interstellaires de Mylène Farmer, dont la sortie est prévue pour le 6 novembre 2015.

### Sortie et accueil critique
Diffusé en radio à partir du 28 août 2015, le single sort en physique le 9 octobre 2015 en CD Single et en Maxi 45 tours. La pochette sombre, montrant Mylène Farmer et Sting l'un contre l'autre, est signée par Bruno Aveillan.
Plusieurs remixes sont réalisés : ils sortent en Maxi CD le 4 décembre 2015 puis en Maxi 45 tours le 29 janvier 2016.

#### Critiques
- « Un duo envoûtant. » (Le journal de Québec)[13]
- « Un coup de maître totalement dépoussiéré par le très branché The Avener. » (Télécâble Sat Hebdo)[14]
- « Un tube en puissance. » (La Voix du Nord)[15]
- « Assez fidèle à l’originale, cette reprise sonne tout de même plus moderne grâce à la touche personnelle apportée par le DJ français. »[16]
- « La production est pour sa part sombre sur le premier couplet mais moderne dès le premier refrain. »[17]

### Vidéo-clip
Réalisé par Bruno Aveillan (qui avait déjà réalisé les clips Dégénération et Si j'avais au moins... en 2008), le clip est tourné à Paris les 1er et 2 septembre 2015, au Royal Monceau et sur les quais de Seine, près de la Cathédrale Notre-Dame de Paris.
Lors du tournage, la chanteuse portait des béquilles : victime d'une chute en début d'année 2015, elle s'était cassé la jambe et avait du rester plâtrée plusieurs mois.

#### Synopsis

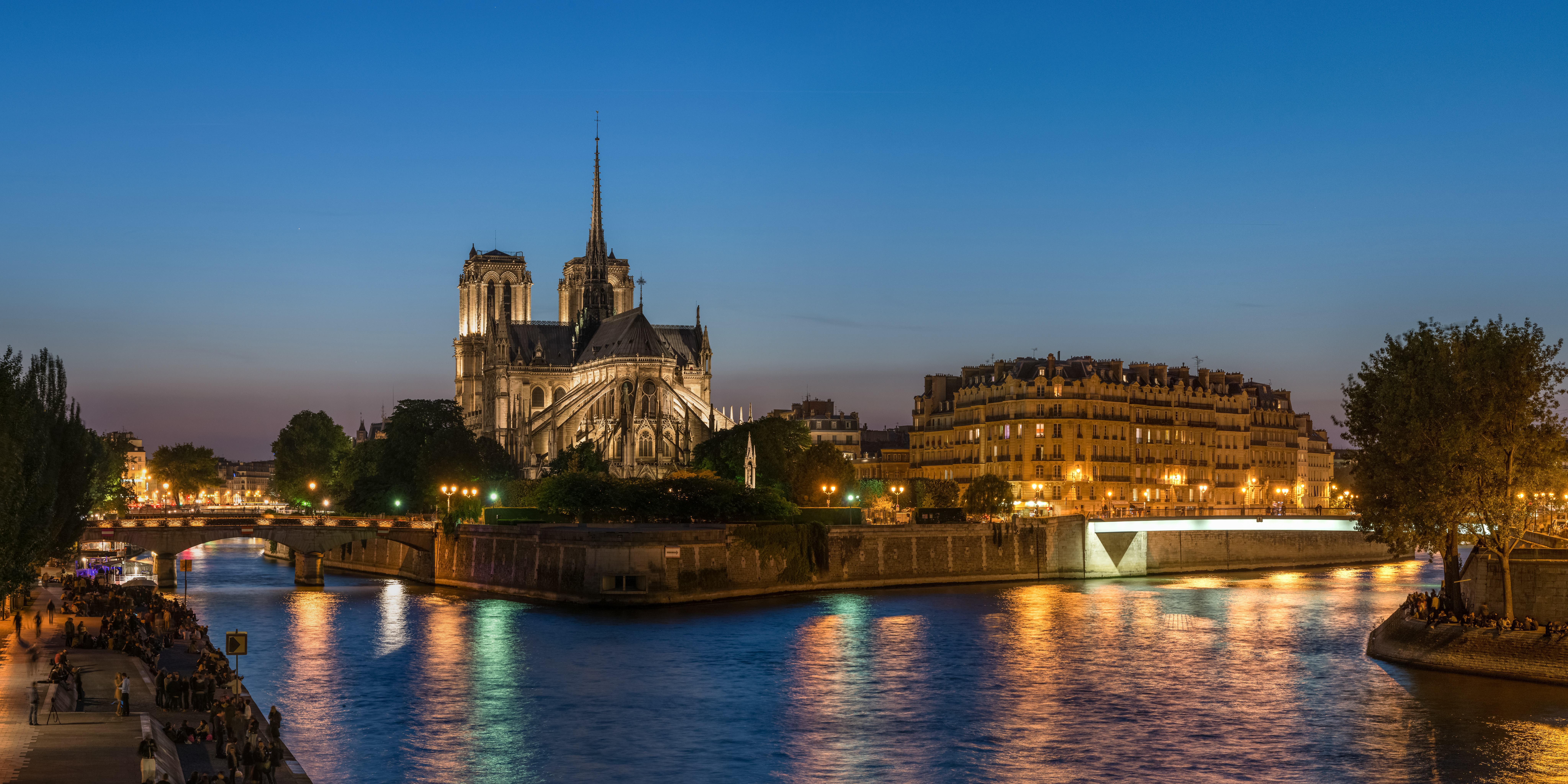
Le clip est tourné aux abords de la Cathédrale Notre-Dame de Paris.

Barbe longue et bonnet sur la tête, Sting erre dans la rue dans le but de dérober une voiture.
Traînant près d'un hôtel de luxe, il se fait remettre la clé d'une grosse voiture noire par un client qui le prend pour un voiturier.
À bord du véhicule, Sting se met à rouler dans Paris, avant de s'arrêter dans un endroit isolé afin de fouiller la boîte à gants.
Grâce aux objets qu'il trouve, il reconstitue la vie du propriétaire de la voiture et constate que celui-ci a une relation extra-conjugale.
Sting s'imagine alors être cet homme riche, ayant une vie de famille mais également une relation torride avec sa maîtresse (Mylène Farmer).

#### Sortie et accueil
Le clip est diffusé à partir du 12 octobre 2015.
- « Le nouveau clip de Mylène Farmer est teinté, comme souvent, de sensualité. »[20]
- « Un clip plutôt torride. »[21]
- « Sensuelle, la vidéo n'est pas sans rappeler celle du single California (1996), signée Abel Ferrara. »[22]
- « Le réalisateur Bruno Aveillan, bien connu pour avoir déjà travaillé avec Mylène Farmer et auteur de nombreuses publicités de luxe, est parvenu à capturer la beauté de Paris et l’esthétique des images est particulièrement remarquable. »[23]

### Promotion

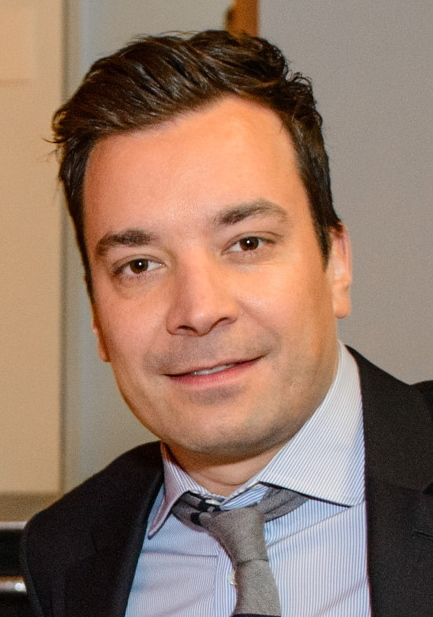
L'animateur américain Jimmy Fallon a reçu Mylène Farmer et Sting dans son émission.

Mylène Farmer et Sting interprètent Stolen Car pour la première fois à la télévision le 7 novembre 2015 lors des NRJ Music Awards sur TF1.
Ils chanteront le titre une autre fois aux États-Unis dans l'émission The Tonight Show Starring Jimmy Fallon.
Cette prestation sera très remarquée, la chanteuse frappant l'animateur avec une poêle.

### Classements hebdomadaires
Stolen Car entre directement en première position des charts en France et en Belgique.
Il s'agit du 14e single no 1 en France pour Mylène Farmer, un record depuis la création du Top 50, et le premier no 1 de Sting en France.

Avec la sortie des supports physiques, le single retrouve la première place pour une deuxième semaine. 
Pour la première fois de sa carrière, Mylène Farmer parvient à classer un titre aux États-Unis (no 1 dans le Hot Dance Club Songs). 
C'est la deuxième fois que Stolen Car arrive en tête de ce classement, un remix de la version originale interprétée par Sting ayant décroché la première place en août 2004.
| Classement (2015)                    | Meilleure position |
| ------------------------------------ | ------------------ |
| Belgique - Wallonie (Ventes)         | 1                  |
| Belgique - Wallonie (Radios)         | 34                 |
| États-Unis (Hot Dance Club Songs)    | 1                  |
| France (Ventes)                      | 1                  |
| France (Téléchargements)             | 1                  |
| France (TV)                          | 4                  |
| France (Radios)                      | 36                 |
| France (Streaming)                   | 69                 |
| Grèce                                | 46                 |
| Lituanie                             | 44                 |
| Pologne                              | 30                 |
| Russie                               | 26                 |
| Suisse (Schweizer Hitparade)         | 55                 |
| Suisse romande (Schweizer Hitparade) | 4                  |
| Tadjikistan                          | 3                  |
| Turquie                              | 35                 |

### Liste des supports
| 1. | Stolen Car                | 3:20 |
| 2. | Stolen Car (instrumental) | 3:20 |

| 1. | Stolen Car (Dave Audé Edit)            | 3:52 |
| 2. | Stolen Car (Ralphi Rosario Radio Edit) | 3:49 |
| 3. | Stolen Car (My Digital Enemy Remix)    | 4:30 |
| 4. | Stolen Car (Mico C Radio Remix)        | 3:45 |
| 5. | Stolen Car (BRKLYN Radio Remix)        | 3:20 |

| 1. | Stolen Car (Dave Audé Extended Mix) | 6:34 |
| 2. | Stolen Car (BRKLYN Remix Extended)  | 4:14 |

| 1. | Stolen Car (Ralphi Rosario Extended Mix) | 7:49 |
| 2. | Stolen Car (Mico C Extended Remix)       | 6:10 |

### Crédits
- Paroles : Sting et Mylène Farmer
- Musique : Sting
- Production : The Avener
- Programmation, batteries, percussions et claviers : The Avener
- Prise de son et mixage : Jérôme Devoise
- Studio d'enregistrement : Studio Guillaume Tell
- Éditions : EMI Music Publishing / Steerpike (Overseas) Ltd, et Stuffed Monkey[45]

### Interprétations en concert
Lors de sa résidence en juin 2019 à Paris La Défense Arena, Mylène Farmer interprète Stolen Car en duo virtuel avec Sting.

Le 18 juin 2019, le chanteur est présent sur scène.
L'enregistrement de cette prestation apparaît sur l'album et le DVD Live 2019.

### Albums et vidéos incluant le titre

#### Albums de Mylène Farmer
| Année | Album            | Version                                     | Durée | Certifications de l'album |
| 2015  | Interstellaires, | Version Album Instrumental (réédition 2021) | 3:20  | 3 × Platine · Or          |
| 2019  | Live 2019        | Live 2019                                   | 3:33  | Platine                   |
| 2020  | Histoires de     | Version Album                               | 3:20  | Platine                   |

#### Vidéos de Mylène Farmer
| Année | Vidéo                             | Version    | Durée | Certifications de la vidéo |
| 2019  | Live 2019                         | Live 2019  | 3:39  | Diamant                    |
| 2021  | Les clips - L'intégrale 1999-2020 | Vidéo-clip | 4:06  | -                          |

#### Albums de Sting
| Année | Album de Sting | Version       | Durée | Certifications de l'album |
| 2021  | Duets          | Version Album | 3:20  | -                         |